# Cerco de Paris (1870-1871)

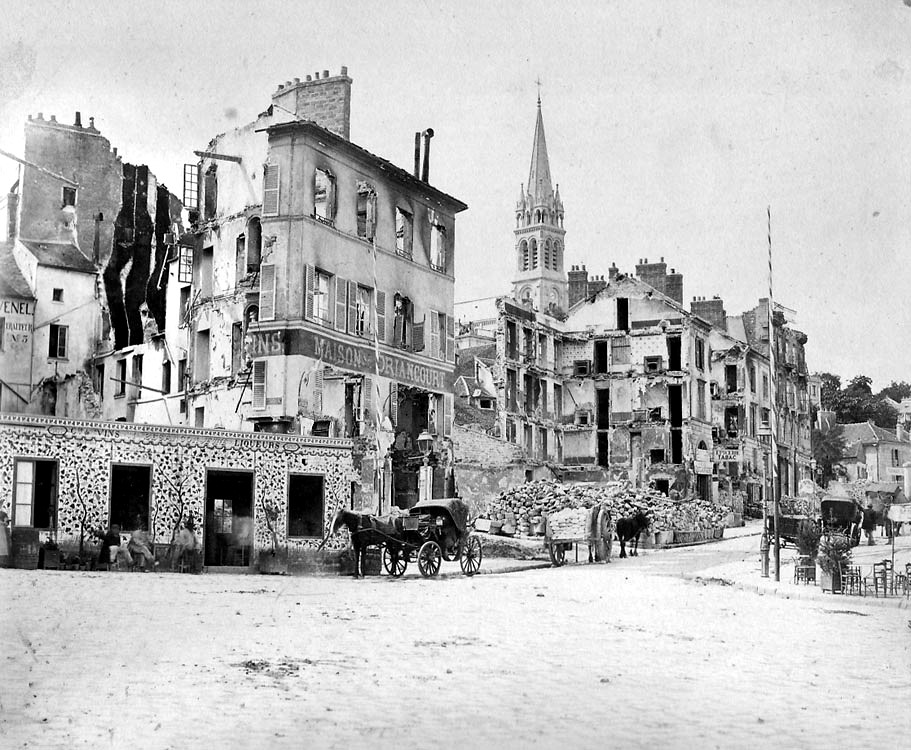
Saint-Cloud após o bombardeio francês e alemão durante a batalha de Châtillon

O cerco de Paris ocorreu de 19 de setembro de 1870 a 28 de janeiro de 1871 e terminou com a captura da cidade pelas forças dos vários estados da Confederação Germânica do Norte, liderada pelo Reino da Prússia.

## História
O cerco foi o culminar da Guerra Franco-Prussiana, que viu o Segundo Império Francês tentar reafirmar seu domínio sobre a Europa continental, declarando guerra à Confederação da Alemanha do Norte. A Confederação da Alemanha do Norte, dominada pela Prússia, havia recentemente saído vitoriosa da Guerra Austro-Prussiana de 1866, que levou ao questionamento do status da França como potência dominante da Europa continental. Com a declaração de guerra pelo Parlamento francês em 16 de julho de 1870, a França Imperial logo enfrentou uma série de derrotas nas mãos alemãs nos meses seguintes, levando à Batalha de Sedan, que, em 2 de setembro de 1870, viu uma derrota decisiva das forças francesas e a captura do imperador, Napoleão III.
Com a captura de Napoleão III, o governo do Segundo Império Francês entrou em colapso e a Terceira República Francesa foi declarada, liderada provisoriamente pelo Governo de Defesa Nacional. Apesar das forças alemãs chegarem e sitiarem Paris em 19 de setembro de 1870, o novo governo francês defendeu a continuação da guerra, levando a mais quatro meses de luta, pelos quais Paris se viu sitiada durante todo o período. Com a cidade totalmente cercada, a guarnição parisiense tentou três tentativas frustradas de fuga e as forças alemãs começaram uma campanha de bombardeio de artilharia relativamente ineficaz da cidade em janeiro de 1871. Em resposta aos maus resultados do bombardeio de artilharia, os prussianos trouxeram canhões de grande calibre de artilharia para atacar a cidade a partir de 25 de janeiro de 1871. Com o ataque de artilharia renovado e uma população e guarnição parisienses cada vez mais famintas e doentes, o Governo da Defesa Nacional concluiria as negociações de armistício com a Confederação da Alemanha do Norte em 28 de janeiro de 1871. Enquanto o armistício levou à permissão imediata de embarques de alimentos na cidade, a captura de sua capital. O desastre da própria guerra teriam um impacto duradouro na população francesa, nas relações franco-alemãs e na Europa como um todo.
A derrota francesa na guerra levaria diretamente a uma vitoriosa Confederação da Alemanha do Norte, unificando-se com os estados do sul da Alemanha ainda independentes e declarando o Império Alemão, e na França uma população parisiense descontente e radicalizada assumindo o controle de Paris e formando a Comuna de Paris.